# Transac
La Transac, dont le nom est le diminutif de « transactions électroniques », est un producteur français spécialisé dans les ordinateurs de transactions bancaires, qui a joué un rôle important dans le développement des cartes bancaires en France.

## Histoire
En 1966, La Compagnie Générale d´Automatisme, filiale de la Compagnie générale d'électricité, future CIT-Alcatel, avait réalisé, dans le cadre d'une candidature à l'organisation des Jeux olympiques, une partie du métro de Montréal, au Canada, et l'avait équipé de tickets à pistes magnétiques, par un procédé original d´enduction directe sur supports plastiques minces. La CGA a ensuite équipé, en 1968, les péages du marché d'intérêt national de Rungis avec des cartes plastiques avec pistes magnétiques. Des contacts ont été pris alors avec la société suédoise Metior, qui avait été, dès 1964, la première société au monde à fabriquer des distributeur automatique de billets de banque .
La Transac a ensuite été créée en 1970, avec une petite équipe d´une trentaine de personnes venues de CGA, d'abord comme département puis trois ans plus tard comme filiale de la CGE. En 1971, le département Transac de la CGE achète à la société américaine Incoterm la licence d'un terminal programmable à écran, vendu à de nombreuses firmes dont Air France et qui servira d' unité centrale au T 24 : nouveau DAB / GAB successeur du Bankomat . 
La Compagnie générale d'électricité a ensuite cédé Transac à Bull. Ses effectifs dépassaient 1100 personnes en 1983 lorsque la société fut transférée à son nouvel actionnaire.